# James Brown (artiste)
Pour les articles homonymes, voir James Brown (homonymie) et Brown.
 (février 2020).
Si vous disposez d'ouvrages ou d'articles de référence ou si vous connaissez des sites web de qualité traitant du thème abordé ici, merci de compléter l'article en donnant les références utiles à sa vérifiabilité et en les liant à la section « Notes et références ».
James Brown est un peintre, sculpteur, dessinateur et graveur américain né le 26 octobre 1951 à Los Angeles (Californie) et mort le 22 février 2020 à Mexico.
Il travaille entre Paris et Oaxaca de Juárez (Mexique). Il a atteint le sommet de sa reconnaissance dans les années 1980 avec une peinture semi-figurative et proche de l'art rupestre.

## Biographie
Fils d'un riche négociant, il reçoit une formation classique chez les jésuites à Los Angeles. Après avoir été reçu à l'équivalent du baccalauréat, il a passé des années à Paris, et a suivi les cours de l'École des Beaux-Arts de Paris (1973-1975). Il s'y révolte contre la formation classique qu'il considère comme hors de propos. Il s'installe dans un immeuble abritant des ateliers d'artistes, dans le 14e arrondissement de Paris, rue des Plantes.
En 1995, il déménage dans la vallée d'Oaxaca (Mexique) avec sa famille, où il vit dans une hacienda pendant neuf ans.

Pendant ce temps, James Brown continue à exposer en Europe, aux États-Unis et au Mexique. Lui et sa femme collaborent avec divers artistes pour fabriquer des tapis dans un village dans les montagnes d'Oaxaca. Les tapis sont faits de façon traditionnelle mexicaine, tissés à la main sur de grands cadres de bois.
Alexandra Condon et lui décident alors de faire des livres avec des artistes. Ils créent en 2000 une maison d’édition, Carpe Diem Press. Comme pour les tapis, ces livres sont imprimés à Oaxaca en utilisant des méthodes à l'ancienne et traditionnelle.
Les livres sont imprimés en éditions limitées, et Carpe Diem Press continue à collaborer avec des artistes. En 2004, ils déménagent dans la ville de Mérida dans le Yucatán. James Brown passe beaucoup de temps en Europe, présentant son travail en France, en Italie, en Allemagne et aux Pays-Bas.
Son travail a évolué au fil des ans, mais il maintient toujours l'équilibre entre tradition et modernisme, attachant une grande importance au fait-main. Il mêle dans ses œuvres des motifs de l'art tribal et des intérêts spirituels. Une grande partie de son travail est non-réaliste, mais contient des scènes ou des objets ou des signes de visages reconnaissables. La ligne entre la représentation et l’abstraction est souvent difficile à cerner dans son travail. Outre les peintures et sculptures, Brown a également produit des séries de gravures à divers moments de sa carrière, et dans les années 1990, il a commencé à utiliser massivement la technique du collage. Le dessin et d'autres œuvres uniques sur papier ont joué un rôle important dans son développement artistique et dans sa production.
Le couple est victime d'un accident automobile le 20 février 2020 à Mexico.

## Expositions
James Brown a été exposé dans de nombreuses galeries dès le début des années 1980 jusqu'à nos jours. Il a notamment été exposé à travers les États-Unis et l'Europe, et depuis 1999 au Mexique. Plusieurs de ses estampes et peintures font partie des collections permanentes du Museum of Modern Art à New York (MoMA).

### Principales expositions personnelles
- 2020 : Centro Cultural La Cúpula, Merida, Yucatan, Mexique
- 2011 : Galerie Karsten Greve, Cologne, Allemagne
- 2010 : Château Lynch-Bages, Pauillac, France
- 2009 : Galerie Triangle Bleu, Stavelot, Belgique
- 2008 : Galerie Lelong, Paris
- 2007 : Galerie Karsten Greve, Paris
- 2005 : Ex-Escuela de Quintana Roo, « James Brown 10 acos fr Oaxaca », Merida, Mexique
- 2001 : Imprime Pace, février, Catalogue raisonné des œuvres graphiques,  New York
- 1999 : Galerie Lelong, Paris
- 1995 : Leo Castelli, février, à New York
- 1990 : Galerie Lelong, Paris
- 1986 : Leo Castelli, New York, New York
- 1985 : Bruno Bischofberger, Zurich, Suisse

### Expositions collectives
- 1993 : Musée d'Art de Toulon, L'éloge de la peinture - James Brown - Rainer Fetting, Gérard Garouste, Per Kirkeby, Patrick Lanneau, Serge Plagnol.
- 1983 : Tony Shafrazi, Champions, New York (exposition de groupe avec Donald Baechler, James Brown, Jean-Michel Basquiat, Keith Haring, Kenny Scharf, Futura 2000).